# Les Schtroumpfs (quadrinhos)
Les Schtroumpfs (AFI: [lɛ ʃtʁumf] (escutarⓘ), Brasil: Os Smurfs / Portugal: Os Estrumpfes) é uma série de histórias em quadrinhos franco-belga, criado pelo cartunista e roteirista belga Peyo. As criaturas titulares foram apresentadas como personagens coadjuvantes em uma série já estabelecida, Johan et Pirlouit em 1958, e estrelou em sua própria série desde 1959.
O nome "smurf" é a tradução holandesa original do francês "schtroumpf".
Trinta álbuns em quadrinhos de Schtroumpfs foram criados, 16 deles por Peyo.
Originalmente, as histórias dos Schtroumpfs apareceram na revista Spirou com reimpressões em muitas revistas diferentes, mas depois que Peyo deixou a editora Dupuis, muitos quadrinhos foram publicados pela primeira vez em uma revista própria.
Uma série de histórias curtas e piadas de uma página foram coletadas em quadrinhos ao lado da série regular de 30. Até 2008, os quadrinhos dos Schtroumpfs foram traduzidos para 25 idiomas, e cerca de 25 milhões de álbuns foram vendidos.

## História
Em 1952, Peyo criou uma série na revista Spirou intitulada Johan et Pirlouit, ambientada na Europa durante a Idade Média. Johan serve como um jovem e corajosos pajem corajoso do rei, e Pirlouit (pronuncia-Peer-loo-ee) funciona como seu fiel, um anão prepotente e trapaceiro, como seu sidekick.
Em 23 de outubro de 1958, Peyo introduziu um novo conjunto de personagens para o conto de Johan et Pirlouit, La flauta à six trous (tr.The Flute with Six Holes). Isso por si só não causou grande empolgação, já que a dupla corajosa constantemente encontrava novas pessoas e lugares estranhos. Desta vez, eles tinham a missão de recuperar uma flauta mágica, que exigia alguma feitiçaria do assistente de Homicídio. E dessa maneira, eles encontraram uma pequena criatura humanoide de pele azul em roupas brancas chamada "Schtroumpf", seguida por seus numerosos colegas que se pareciam com ele, com um líder idoso que usava roupas vermelhas e tinha uma barba branca chamado Grand Schtroumpf (Papai Smurf). Os personagens provaram ser um enorme sucesso, e o primeiro spin-off independente. Histórias dos Schtroumpf apareceram em Spirou em 1959, junto com o primeiro merchandising.

## Álbuns

### Aparições deJohan e Pirlouit
9. La flûte à six schtroumpfs (original intitulado com La flûte à six trous)

10. La guerre des sept fontaines

11. Le pays maudit

12. Le sortilège de Maltrochu

13. La horde du corbeau

14. La nuit des sorciers

### Série original
1. Les Schtroumpfs noirs, Dupuis, 1963
2. Le Schtroumpfissime, Dupuis, 1965
3. La Schtroumpfette, Dupuis, 1967
4. L'Œuf et les Schtroumpfs, Dupuis, 1968
5. Les Schtroumpfs et le Cracoucass, Dupuis, 1969
6. Le Cosmoschtroumpf, Dupuis, 1970
7. L'Apprenti Schtroumpf, Dupuis, 1971
8. Histoires de Schtroumpfs, Dupuis, 1972
9. Schtroumpf Vert et Vert Schtroumpf, Dupuis, 1973
10. La Soupe aux Schtroumpfs, Dupuis, 1976
11. Les Schtroumpfs Olympiques, Dupuis, 1983
12. Le Bébé Schtroumpf, Dupuis, 1984
13. Les P'tits Schtroumpfs, Dupuis, 1988
14. L'Aéroschtroumpf, Cartoon Creation/Le Lombard, 1990
15. L'Étrange Réveil du Schtroumpf Paresseux, Cartoon Creation/Le Lombard, 1991
16. Le Schtroumpf Financier, Le Lombard, 1992

Álbuns feitos após a morte de Peyo, com a ajuda de seu filho Thierry Culliford (nascido em 1956):
1. Le Schtroumpfeur de Bijoux, Le Lombard, 01/01/1994, ISBN 2-8036-1098-1
2. Docteur Schtroumpf, Le Lombard, 01/01/1996, ISBN 2-8036-1216-X
3. Le Schtroumpf Sauvage, Le Lombard, 11/01/1998, ISBN 2-8036-1351-4
4. La Menace Schtroumpf, Le Lombard, 11/01/2000, ISBN 2-8036-1516-9
5. On ne Schtroumpfe pas le Progrès, Le Lombard, 11/01/2002, ISBN 2-8036-1773-0
6. Le Schtroumpf Reporter, Le Lombard, 11/01/2003, ISBN 2-8036-1900-8
7. Les Schtroumpfs Joueurs, Le Lombard, 01/01/2005, ISBN 2-8036-2005-7
8. Salade de Schtroumpfs, Le Lombard, 01/13/2006, ISBN 2-8036-2154-1
9. Un Enfant chez les Schtroumpfs, Le Lombard, 01/12/2007, ISBN 978-2-8036-2242-9
10. Les Schtroumpfs et le livre qui dit tout, Le Lombard, 01/18/2008, ISBN 978-2-8036-2382-2
11. Schtroumpfs les bains, Le Lombard, 04/3/2009, ISBN 978-2-8036-2521-5
12. La Grande Schtroumpfette, Le Lombard, 04/16/2010, ISBN 978-2-8036-2648-9
13. Les Schtroumpfs et l'Arbre d'Or, Le Lombard, 04/08/2011, ISBN 978-2-8036-2807-0
14. Les Schtroumpfs de L'Ordre, Le Lombard, 03/23/2012, ISBN 978-2-8036-3052-3
15. Les Schtroumpfs à Pilulit, Le Lombard, 04/19/2013, ISBN 9782803632558
16. Les Schtroumpfs et L'Amour Sorcier, Le Lombard, 04/04/2014, ISBN 9782803634156
17. Schtroupf Le Héros, Le Lombard, 03/13/2015, ISBN 9782803635436
18. Les Schtroumpfs Et Le Demi-Genie, Le Lombard, 04/01/2016, ISBN 9782803636907
19. Les Schtroumpfs Et Les Haricots Mauves, Le Lombard, 08/18/2017, ISBN 9782803671144
20. Les Schtroumpfs Et Le Dragon Du Lac, Le Lombard, 03/02/2018, ISBN 9782803672844
21. Les Schtroumpfs Et La Machine à Rêver, Le Lombard, 04/05/2019, ISBN 9782803673131
22. Les Schtroumpfs et le vol des cigognes, Le Lombard, 2020.
23. Les Schtroumpfs et la tempête blanche, Le Lombard, 10/08/2021.
24. Les Schtroumpfs et les Enfants perdus, Le Lombard, 2022.
25. Gargamel, l'Ami des Schtroumpfs, Le Lombard, 10/13/2023.

### Les Schtroumpfs et le Village des Filles
Álbuns do filme Smurfs: The Lost Village.
1. La Forêt interdite (The Forbidden Forest), Le Lombard, 2017
2. La trahison de Bouton d'Or (The Betrayal of Smurfblossom), Le Lombard, 2018
3. Le Corbeau , Le Lombard, 31/10/2019 ISBN 9782803673148
4. Un nouveau départ, Le Lombard, 24/11/2020 ISBN 9782803677160
5. Le Bâton de saule, Le Lombard, 2022.
6. L'île vagabonde, Le Lombard, 2023.

Look-In
Nos anos 70 e 80, a revista infantil britânica Look-In publicou uma série original de contos de uma página em quadrinhos chamada "Meet the Smurfs".
Marvel Comics
Em 1982, a Marvel Comics lançou uma minissérie de três edições, com histórias de corpo inteiro e histórias em quadrinhos de uma página em estilo americano. A Marvel Comics também publicou uma revista em quadrinhos de grande formato, bem como seis mini-gibis com uma história completa em cada história em quadrinhos.

### História em quadrinhos Papercutz
Desde agosto de 2010, a editora americana Papercutz lançou os quadrinhos dos  Smurfs, traduzidos por Joe Johnson. Após uma prévia especial em quadrinhos em julho de 2010 que continha a história "The Smurfnapper", as seguintes histórias em quadrinhos foram lançadas até o momento:
1. The Purple Smurfs (31 de agosto de 2010, ISBN 978-1-59707-207-6)
2. The Smurfs and the Magic Flute (31 de agosto de 2010, ISBN 978-1-59707-209-0)
3. King Smurf (23 de novembro de 2010, ISBN 978-1-59707-225-0)
4. The Smurfette (18 de janeiro de 2011, ISBN 978-1-59707-237-3)
5. The Smurfs and the Egg (15 de março de 2011, ISBN 978-1-59707-247-2)
6. The Smurfs and the Howlibird (10 de maio de 2011, ISBN 978-1-59707-261-8)
7. The Astrosmurf (2 de agosto de 2011, ISBN 978-1-59707-251-9)
8. The Smurf Apprentice (27 de setembro de 2011, ISBN 978-1-59707-280-9)
9. Gargamel and the Smurfs (22 de novembro de 2011, ISBN 978-1-59707-290-8)
10. The Return of the Smurfette (17 de janeiro de 2012, ISBN 978-1-59707-293-9)
11. The Smurf Olympics (27 de março de 2012, ISBN 978-1-59707-302-8)
12. Smurf Versus Smurf (7 de agosto de 2012, ISBN 978-1-59707-321-9)
13. Smurf Soup (13 de novembro de 2012, ISBN 978-15970-7359-2)
14. The Baby Smurf (5 de março de 2013, ISBN 978-1-59707-382-0)
15. The Smurflings (14 de maio de 2013, ISBN 978-1-59707-407-0)
16. The Aerosmurf (6 de agosto de 2013, ISBN 978-1-59707-426-1)
17. The Strange Awakening of Lazy Smurf (25 de março de 2014, ISBN 978-1-59707-510-7)
18. The Finance Smurf (1 de julho de 2014, ISBN 978-1-59707-725-5)
19. The Jewel Smurfer (18 de agosto de 2015, ISBN 978-1-62991-194-6)
20. Doctor Smurf (1 de março de 2016, ISBN 978-1-62991-433-6)
21. The Wild Smurf (6 de setembro de 2016, ISBN 978-1-62991-575-3)
22. The Smurf Menace (17 de janeiro de 2017, ISBN 978-1-62991-623-1)
23. You Can't Smurf Smurf Progress (6 de junho de 2017, ISBN 978-1-62991-738-2)
24. The Smurf Reporter (25 de setembro de 2018)
25. The Gambler Smurfs  (2019)
26. Smurf Salad (8 de outubro de 2019, ISBN 978-1545803356)
27. The Smurfs And The Bratty Kid (27 de julho de 2021)
28. Smurf & Turf (12 de abril de 2022)

Outros livros especiais:
1. "Christmas Smurfs" (1 de outubro de 2013)
2. "Forever Smurfette" (18 de novembro de 2014)
3. "Smurf Monsters" (29 de setembro de 2015)
4. "The Village Behind the Wall" (21 de março de 2017)
5. "The Smurfs Special Boxed Set" (4 de abril de 2017)

Papercutz publicou "The Smurf Submarine" em Geronimo Stilton & Smurfs para Free Comic Book Day em 7 de maio de 2011.

## Adaptações

### Cinema
Em 1965, o filme de animação em preto e branco de 87 minutos chamado Les Aventures des Schtroumpfs foi lançado nos cinemas na Bélgica. Consistia em cinco desenhos curtos feitos nos anos anteriores para transmissão na TV da Valônia. Sabe-se da existência de cópias em alemão e cópias com legendas em holandês. As histórias foram baseadas em histórias existentes de Les Schtroumpfs como Les Schtroumpfs noirs e L'Œuf et les Schtroumpfs, e foram criadas pelo escritor Maurice Rosy e pelo artista Eddy Ryssack dos pequenos estúdios de animação Dupuis. No total, dez curtas de animação foram criados entre 1961 e 1967, as primeiras séries em preto e branco e as posteriores em cores. No total, dez curtas de animação foram criados entre 1961 e 1967, as primeiras séries em preto e branco e as posteriores em cores.
Em 1976, foi lançada no título La Flûte à six schtroumpfs (uma adaptação da história original de "Johan et Peewit"), produzida pela Dupuis/Belvision Studios, que teve duração de 74 minutos.
A Sony Pictures anunciou planos para começar uma trilogia de filmes dos Smurfs feito em live-action/CGI, com o primeiro filme (The Smurfs) lançado em 29 de julho de 2011, o projeto estava em vários estágios de desenvolvimento desde 2003. Em junho de 2008, foi anunciado que a Columbia Pictures e a Sony Pictures Animation haviam adquirido os direitos do filme da Lafig Belgium. Jordan Kerner produziu o filme, com os roteiristas incluindo os roteiristas de Shrek 2 e Shrek Terceiro, J.  David Stem e David N. Weiss.
 O filme é estrelado por Jonathan Winters como Papai Smurf, Katy Perry como Smurfette, George Lopez como Smurf Ranzinza, Gary Basaraba como Smurf Robusto, John Oliver como Smurf Vaidoso, Alan Cumming como Smurf Arrojado, Paul Reubens como Smurf Joca, Hank Azaria como Gargamel, Neil Patrick Harris como Patrick Winslow e Jayma Mays como Grace Winslow, um casal em Nova York que ajuda os Smurfs a voltar para sua aldeia. Foi sugerido que Quentin Tarantino tocaria o Smurf Gênio, mas isso "não funcionou", então Fred Armisen dublou o Gênio. Um mini-filme CGI/animação tradicional, intitulado The Smurfs: A Christmas Carol, foi lançado em 2 de dezembro do mesmo ano, lançado (apenas) DVD e Blu-ray, com o filme Os Smurfs. Uma sequência, intitulada The Smurfs 2, foi lançada em 31 de julho de 2013. O minifilme em direitamente em video The Smurfs: The Legend of Smurfy Hollow, foi lançada em 10 de setembro de 2013. Um filme de um reboot totalmente animado, Smurfs: The Lost Village foi lançado em 7 de abril de 2017, com Demi Lovato estrelando como Smurfette, A trilha sonora inclui a faixa I'm a Lady da cantora Meghan Trainor. O filme recebe críticas positivas, ao mesmo tempo que chega a US $ 197,2 milhões em receita bruta global.
No CinemaCon em 25 de agosto de 2021, foi anunciado que um novo filme dos Smurfs está em andamento. O filme será um musical e está planejado para um lançamento em 20 de dezembro de 2024 para a Paramount Pictures e Nickelodeon. Em agosto de 2022, a Paramount Pictures anunciou que o filme foi adiado para 14 de fevereiro de 2025, com Sonic the Hedgehog 3 assumindo sua data de lançamento anterior. Em outubro de 2024, foi adiado novamente para 18 de julho de 2025.

### Televisão
A série Os Smurfs garantiram seu lugar na cultura pop norte-americana em 1981, quando a série de desenhos animados de sábado de manhã Os Smurfs, produzida pela Hanna-Barbera Productions em associação com a SEPP International S.A.R.L, foi ao ar na NBC de 12 de setembro de 1981 a 2 de dezembro de 1989 (será executado novamente até 25 de agosto de 1990). O programa continuou a ser transmitido na rede nos EUA até 1993 e no Cartoon Network até 2003. Os Smurfs ainda são transmitidos pelo canal Boomerang nos Estados Unidos. O programa se tornou um grande sucesso para a NBC, gerando especiais de televisão quase todos os anos. Os Smurfs foram nomeados várias vezes para os prêmios Daytime Emmy e ganharam a Outstanding Children's Entertainment Series em 1982-1983. A série de televisão Os Smurfs, o programa de televisão Smurfs teve sucesso contínuo até 1990, quando, após quase uma década de sucesso, A NBC o cancelou devido à diminuição da audiência e aos planos de estender sua franquia do programa Today para criar uma edição no sábado, embora não o tenha feito até 1992 (dois anos depois). A queda nas avaliações foi o resultado da rede mudando o formato do programa, resultando na temporada final com viagens regulares no tempo com apenas alguns Smurfs.
Na série de TV, muitas obras-primas clássicas são usadas como música de fundo durante os episódios, entre elas a Sinfonia Inacabada de Franz Schubert (Sinfonia n.° 8 em Si Menor), Peer Gynt de Edvard Grieg e Quadros de uma Exposição de Modest Mussorgsky. As reprises da série são reproduzidas no canal irmão do Cartoon Network, Boomerang.
Os Smurfs foram eleitos a 97ª melhor série animada pela IGN. Ela foi chamada de "cocaína infantil" para pessoas que cresciam durante os anos 1980.
Em 2017, a IMPS e Dupuis Audiovisuel anunciaram que iria produzir a série de animação belga em 3D-CGI, Os Smurfs (no Brasil) (Les Schtroumpfs), semelhante ao filme de animação da Sony Pictures Animation, Os Smurfs e a Vila Perdida (2017). A série foi produzida pelo Peyo Productions e Dupuis Audiovisuel em co-produção com KiKa (Alemanha), Ketnet (Flandres), OUFTIVI (Valônia), com a participação de TF1 (França) e com a participação de RTS (Suíça), com a colaboração de Wallimage, apoiado por Screen Flanders, produzido com o apoio de Tax Shelter de Gouvernement Fédéral de Belgique e a participação CNC. É a segunda adaptação baseado nas histórias em quadrinhos franco-belga criado pelo artista Peyo, após da série original de mesmo nome de 1981.
A série estreou originalmente na Bélgica em 18 de abril de 2021 no canal La Trois (o canal da RTBF) durante o bloco de programação OUFtivi.
Na França, a série foi transmitida em 9 de maio de 2021 na TF1, dentro do centro juvenil TFOU. E em Québec a partir de 28 de agosto de 2021 em Télé-Québec, sob o título Les Schtroumpfs 3D.
Nos Estados Unidos, a Nickelodeon (na propriedade Paramount Global) adquiriu os direitos de transmissão dos Smurfs em 2020, e começou a ser transmitida em 10 de setembro de 2021.
No Brasil, a série começou a ser exibida primeiramente na plataforma de streaming Paramount+ em 1 de novembro de 2021, e estreou no canal Nickelodeon Brasil como a prévia exclusiva em 26 de novembro de 2021, até que estreou oficialmente em 5 de fevereiro de 2022. e foi exibida do seu canal irmão Nick Jr. Brasil em 6 de março de 2023 e permaneceu em 30 de junho de 2023. A série foi disponibilizada no YouTube Brasil em 30 de julho de 2022 e na Netflix em 1 de maio de 2023.